# 杰西·雷尼克
杰西·伯纳德·“卡伯”·雷尼克（英語：Jesse Bernard "Cab" Renick，1917年9月29日—1999年11月25日），美国男子篮球运动员，曾代表美国国家队参加1948年夏季奥运会男子篮球比赛，并获得金牌。他也是历史上第二位获得奥运金牌的美國原住民。